# Gilmar Silva
Gilmar Silva (født 9. marts 1984) er en tidligere brasiliansk fodboldspiller.